# Rasta Hunden (musikalbum)
Rasta Hunden är ett album av det svenska ska-punk-bandet Rasta Hunden, LP:n släpptes 1980 på skivbolaget Massproduktion. 1992 återutgavs skivan som CD med två extraspår.

## Låtlista
- Nu ger jag upp - 3:32
- Jag spyr igen - 2:36
- Vardag var dag - 3:22
- Privé Privé - 3:25
- Cancerön - 1:43
- En chans till vadå? - 3:00
- Stanna i min dröm - 3:39
- Rastlös - 4:25
- Strid är livet - 2:25
- Sluten psykiatrisk vård - 3:22
- Mina polare - 2:27
- Tiden går - 3:11
- Metallguruns sista suck - 2:08
- Spöket Laban - 2:35 (extraspår endast på CD-utgåvan)
- Mammons hus - 2:39 (extraspår endast på CD-utgåvan)